# Villa Bonte
Die Villa Bonte ist ein ehemaliges großbürgerliches Wohnhaus in Darmstadt, Wolfskehlstraße 110, das 1888 fertiggestellt wurde und aus architektonischen und stadtgeschichtlichen Gründen als Kulturdenkmal unter Denkmalschutz steht.

## Geschichte und Architektur
Die nach dem Bauherrn, dem Bankier Felix Bonte, benannte Villa wurde im Jahr 1888 bezogen, bis nach 1900 lautete seine Adresse noch Äußere Ringstraße 110. Bonte selbst übersiedelte erst im Jahr 1900 von Berlin in seinen Altersruhesitz nach Darmstadt. Der Architekt des Hauses ist nicht bekannt. Stilistische Details weisen auf den Architekten Gustav Jacobi hin. Der Überlieferung nach hat Bonte die Villa selbst entworfen und mit Hilfe eines Bauunternehmers ausgeführt.
Mit Ausnahme des Gartens ist die Villa gut erhalten. Zu den markanten Details gehören die aufwändige Fassadengliederungen mit Gesimsen, Konsolen und Brüstungselementen aus Buntsandstein, die ausgeprägte Dachlandschaft mit Türmchen, die auf Holzkonsolen ruht, sowie mehrere Fassadenmalereien unterhalb der Dachtraufe. Auffällig ist der Kontrast von Putzfassade und Naturstein für die Gliederungen. Stilistisch gehört das massiv wirkende Bauwerk mit seinem ausgebauten, schiefergedeckten Dach in die Phase des Historismus. 
Heute gehört die Villa Bonte dem Deutschen Roten Kreuz und dient als Unterkunft für den DRK-Ortsverein Darmstadt-Mitte mit der Bereitschaft, der Bergwacht Darmstadt-Dieburg und der Ortsgruppe des Jugendrotkreuzes.